# Гадомский, Иван Яковлевич

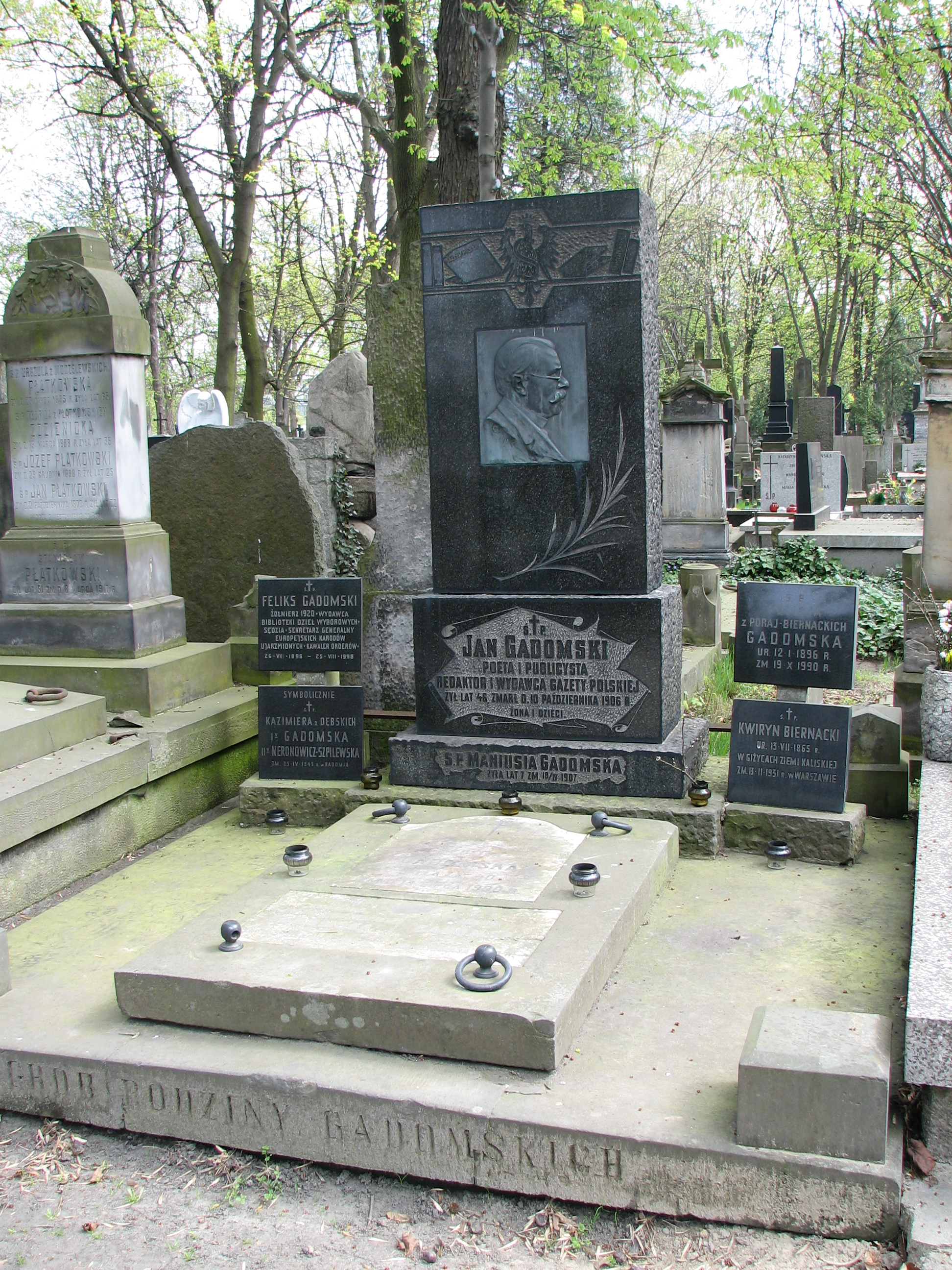
Могила Ивана Гадомского

Ива́н Я́ковлевич Гадо́мский (пол. Jan Gadomski, 16 мая 1859, Варшава — 10 октября 1906, Варшава) — революционер, дворянин, сын чиновника. Был слушателем Варшавского университета. Привлекался к дознанию по делу о пропаганде в Варшаве (дело 137) за сношения с главными участниками пропаганды. По высочайшему повелению от 2 апреля 1880 года заключён в крепость на три месяца с отдачей потом под гласный надзор. Впоследствии — польский публицист. С 1898 года редактор «Gazeta Polska».